# Pečujsko narodno pozorište
Pečujsko narodno pozorište (мађ. Pécsi Nemzeti Színház) je najvažnija pozorišna institucija u Pečuju u Mađarskoj. Otvoreno je 5. oktobra 1895. godine izvođenjem opere Bánk bán mađarskog kompozitora Ferenc Erkela. Pozorište je 90 godina služilo za izvođenje mnogobrojnih dela, sve dok godine ne ulaganja nije dovelo zdanje do propadanja. Pozorište koje je okupljalo i publiku iz okolnih mesta zatvoreno je i nakon petogodišnje adaptacije, u periodu od 1986. do 1991. godine, ponovo je otvoreno. Prilikom renoviranja Pečujsko narodno pozorište dobilo je savremenu pokretnu pozornicu, novo osvetljenje, zvučne i video sisteme i četvorodelni prostor namenjen orkestru. 

## Istorija
Već sredinom XIX veka Pečuj je bio multietnički grad u kojem su živeli Mađari, Nemci i Hrvati, čiji su se jezici vekovima mešali. Čisto književni mađarski i nemački jezik u Pečju su doneli putujući glumci koji su, usled nepostojanja stalne scene, nastupali na raznim mestima u gradu, kao što su privatne kuće, gostionice, trgovi i slično. Godine 1815. javila se ideja za izgradnju pozorišta ali je grad svoje prvo pozorište dobio tek 1839. godine. Zgrada se nalazila u Marijinoj ulici, nadomak Kraljevskog suda i ženske škole. Pozorište je srušeno i o njegovom izgledu svedoči samo nekoliko crteža fasade. 
Da bi zadovoljili kulturne potrebe meštana, gradsko veće osnovalo je odbor za izgradnju pozorišta. Za predsednika odbora postavljen je gradonačelnik Janoš Aidinger koji je koordinirao planiranje izgradnje. Na konkursu za novo kulturno zdanje, pobedili su Adolf Lang i Adolf Steinhard. Na izabranoj lokaciji, koja je sada poznata kao Pozorišni trg, tada je bila vojna bolnica. Grad je pokušao prilozima i donacijama da obezbedi sredstva za izgradnju pozorišta. Posle neko vremena, kada su uvideli da neće uspeti da prikupe sav novac, gradske vlasti su odlučile da uzmu kredit. Tek pet godina nakon raspisivanja idejnog konkursa, Pečju je dobio svoje pozorište 5. oktobra 1895. godine. 
Nakon završetka Drugog svetskog rata, Pečujsko narodno pozorište je nacionalizovano 1949 godine. Otvoreno je kamerno pozorište koje je 1965. godine adaptirano u dečje pozorište. Godine nebrige ugrozili su postojanje zgrade koja je postala nebezbedna za izvođenje predstava. Godine 1986, započeta je sveobuhvatna petogodišnja rekonstrukcija i adaptacija zdanja. U leto 2011. godine zgrada je ponovo renovirana, uključujući i renoviranje fasade.

## Direktori pozorišta
- Koveši Albert (1905–1911)
- Asonji Laslo (1923–1926)[1] i Kurti Giorgi (1923–1924)
- Fodor Oskar  (1927–1938)[2]
- Hlatlj Laslo (1942–1943)
- Sekelj Giorgi  (1943–1945, 1947–1948)[3]
- Sendro Jožef (1949–1952)
- Katona Ferenc (1955–1962)[4]
- Nogradi Robert (1962–1988)[5]
- Lenđel Giorgi  (1988–1993)
- Baliko Tamaš (1993–2011)[6]
- Razga Mikloš (2011–)[7]

### Sezona 2019/2020
Reditelj: Razga Miklos
Reditelj opere: Guljas Denes
Umetnički savetnik i režiser: Mehes Laslo
Rukovodilac produkcije: Juhasz Ferenc

## Glumci
- Arato Armin
- Bač Sofia
- Bera Mark
- Bergendi Barnabaš
- Darabont Mikold
- Fekete Gabor
- Fusti Molnar Eva
- Gotz Atila
- Đorfi Ana
- Illeš Aleksa
- Josa Ričard
- Koleš Ferenc
- Lipič Solt
- Nemet Janoš
- Šoljom Katalin
- Štencer Bela
- Štubendek Katalin
- Sel Horvath Lajoš
- Takaro Kristof
- Tot Andras Erno
- Unger Palma
- Urban Tibor
- Vidaković Slaven
- Vlašitš Barbara

### Članovi
- Illješ Đula
- Babarzi Etelka
- Bakoš Laslo
- Bodiš Iren
- Čimer Josef
- Čaba Zita
- Čanaloš Zoltane
- Eck Imre
- Faluđ Laslo
- Fulop Mihalj
- Galamboš Đorđ
- Đuraš Ferenc
- Koš Lajoš
- Kovač Deneš
- Labanz Borbala
- Marziš Demeter
- Mester Ištvan
- Monori Ferencne
- Nemet Alice
- Nogradi Robert
- N. Sabo Šandor
- Pal Laslo
- Peter Gizi
- Simon Ištvan
- Sik Ferenc
- Soljom Katalin
- Sabo Šamu
- Sivler Josef
- Takač Margit
- Tot Šandor
- Uhrik Teodora
- Unger Palma
- Vari Eva
- Vata Emil
- Vagner Josef

## Literatura
- Győző, Bezerédy. Száz pécsi évad : a Pécsi Nemzeti Színház száz éve.      Pécs : Baranya Megyei Könyvtár, 1995.  978-963-7272-90-5
- National Theatre of Pécs in the Hungarian Theatrical Lexicon (György, Székely. Magyar Színházmuvészeti Lexikon. Budapest: Akadémiai Kiadó, 1994.  978-963-05-6635-3), freely available on mek.oszk.hu

## Spoljašnje veze
- Official website of the National Theatre of Pécs
- Panoramic view of the front of the theatre on virtualpecs.hu